# Turó de Mirambell
El Turó de Mirambell és una muntanya de 435 metres que es troba entre els municipis de Vilanova de l'Aguda a la Noguera i de Sanaüja a la Segarra.